# Valencia (Negros Oriental)
Valencia é um município de  primeira classe de renda municipal (d) na província Negros Oriental, nas Filipinas. De acordo com o censo de 1 de maio  de  2020 possui uma população de 38 733 pessoas e 9 255 domicílios.